# Bahnhof Asakusa

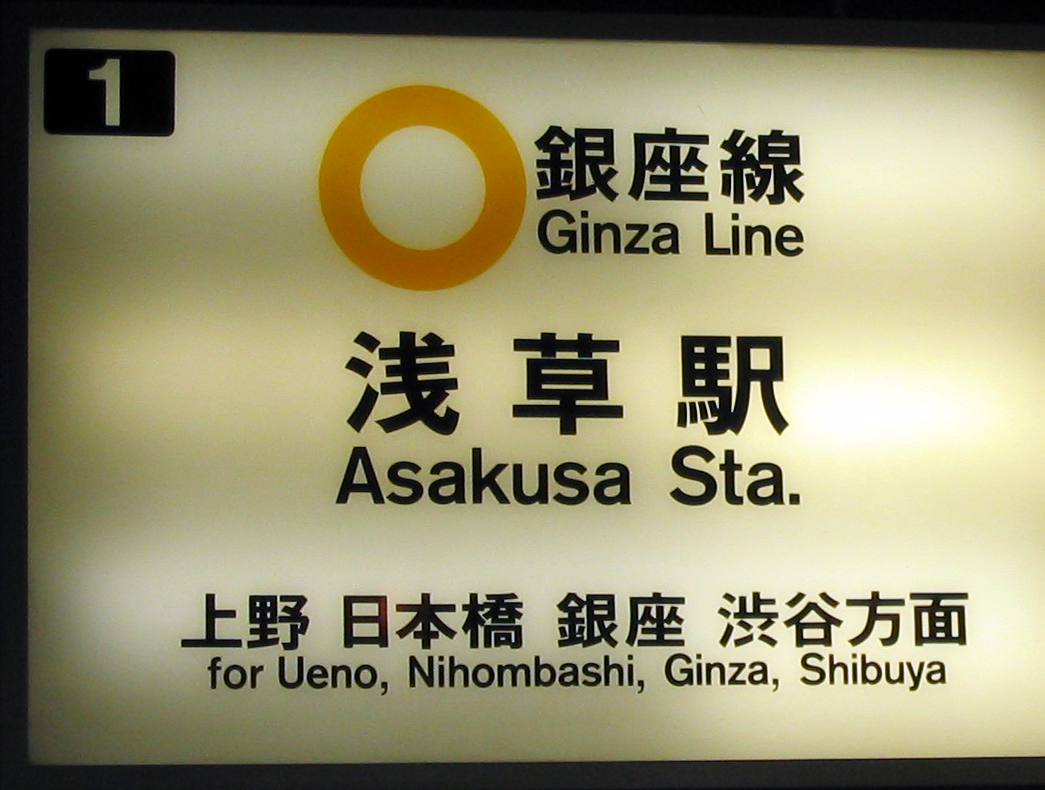
Stationsschild des Bahnhofs Asakusa

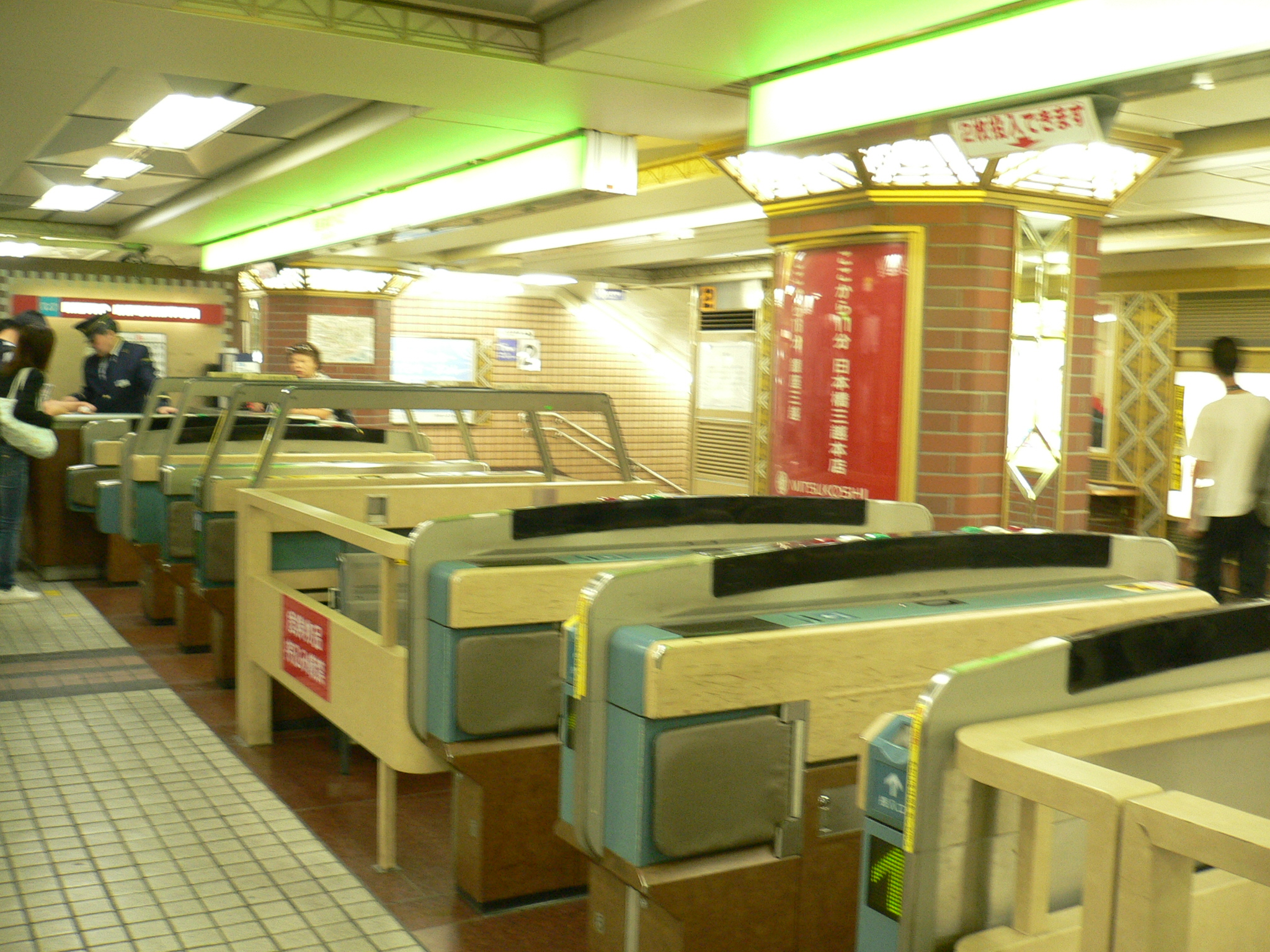
Automatisierte Bahnsteigsperre am Bahnhof Asakusa

Der Bahnhof Asakusa (jap. 浅草駅, Asakusa-eki) befindet sich in Taitō in Tokio. Der Bahnhof Asakusa des Tsukuba Express liegt etwa 600 m weiter westlich vom Bahnhof Asakusa.

## Linien
Asakusa wird von den folgenden Linien bedient:
- Tōbu Nikkō-Linie, nach Nikkō
- Tōbu Isesaki-Linie, nach Isesaki
- Tsukuba Express, nach Akihabara oder Tsukuba
- Tokyo Metro Ginza-Linie
- Toei Asakusa-Linie

## Umgebung
Der Bahnhof befindet sich in der Nähe des Sensō-ji.

## Nutzung
Im Jahr 2006 nutzten im Durchschnitt täglich 92.243 Menschen den Tokyo Metro und 41.394 Menschen den Toei.

## Geschichte
Der heute bestehende Bahnhof Asakusa der Tokyo Metro ist mit seiner bereits im Jahr 1927 erfolgten Eröffnung einer der ersten unterirdischen Bahnhöfe in Japan. Er bildete den östlichen Endpunkt der unterirdisch verlaufenden Strecke der Tokioter U-Bahn (Tokyo Underground Railway) nach Ueno. Diese Strecke wurde später unter dem Namen Ginza-Linie verlängert.
Die Endstation der Tobu-Eisenbahngesellschaft wurde 1931 als Bahnhof Asakusa Kaminarimon eröffnet und 1945 in Bahnhof Asakusa umbenannt. Der auf das Verkehrsamt der Präfektur Tokio  (Toei) entfallende Teil des Bahnhofs wurde 1960 als Teil der Asakusa-Linie nach Oshiage eröffnet.

## Bereiche des Bahnhofs

### Bereich der Tobu Railway Company
Der Bereich der Tobu Railway liegt zu ebener Erde und belegt einen Teil des Kaufhauses Matsuya. Er wird hauptsächlich von Zügen des Nahschnellverkehrs und des Nahverkehrs bedient. Obwohl Asakusa der am zentralsten gelegene Bahnhof der Isesaki-Linie ist, besteht eine sehr kurvenreiche Verbindung zum nächstgrößeren Bahnhof Kita-Senju. Gleich am Ende des Bahnhofsbereichs schwenkt die Trasse in einem fast rechten Winkel nach rechts, um den Fluss Sumida zu überqueren. Die Züge können dort maximal eine Geschwindigkeit von 15 km/h fahren. Teilweise auch wegen dieser schwierigen Streckenführung werden Schnellzüge und einige andere beschleunigten Züge der Isesaki-Strecke über den Bahnhof Kita-Senju zur Hanzomon-Linie und Hibiya-Linie der Tokyo Metro geführt.
Die Tobu Railway nutzt fünf Streckengleise an drei Bahnsteigen, alle Schnellzüge verkehren an nur einem dieser Bahnsteige.

### Tokyo Metro
Die zwei Bahnsteige der Tokyo Metro befinden sich in der Tiefebene südlich von denen der Tobu Railway. Die Züge der Ginza-Linie verkehren über Ueno, Ginza und Akasaka-mitsuke nach Shibuya. Für Reisende besteht ein Verbindungsgang zu den Bahnsteigen der Tobu Railway und zu denen der Toei.

### Verkehrsamt der Präfektur Tokio
Die beiden Bahnsteige der Toei befinden sich ebenfalls in der Tiefebene und liegen südlich von denen der Tokyo Metro. Auf dem ersten Bahnsteig verkehren die Züge der Asakusa-Linie von Mita über Nishi-magome, die Keikyu-Hauptstrecke und Shinagawa zum Bahnhof des Flughafens Haneda. Auf dem anderen wird ausschließlich der Flughafen-Express dieser Linie vom Bahnhof Oshiage über die Keisei-Hauptstrecke zum Bahnhof des Flughafens Narita abgefertigt. Zugang zu den Bahnsteigen der Tobu Railway besteht innerhalb des Bahnhofsgebäudes lediglich den Bereich der Tokyo Metro, ansonsten müssen die Reisenden die Straße passieren.